# Thung Yai (huyện)
Thung Yai (tiếng Thái: ทุ่งใหญ่) là huyện (amphoe) cực tây của tỉnh Nakhon Si Thammarat, miền nam Thái Lan.

## Lịch sử
Tambon Ku Rae đã được tách ra từ huyện Thung Song và lập tiểu huyện (King Amphoe) Ku Rae năm 1906. Khi trụ sở huyện được dời đến tambon Tha Yang năm 1909, tiểu huyện được đổi tên theo tambon trung tâm. Tuy nhiên, khi chính quyền chuẩn bị nâng cấp tiểu huyện này, tên gọi Tha Yang đã được đặt cho huyện của tỉnh Phetchaburi. Vì vậy, tiểu huyện này được nâng cấp thành huyện ngày 1 tháng 4 năm 1961 với tên Thung Yai.

## Địa lý
Các huyện giáp ranh (từ phía bắc theo chiều kim đồng hồ) là Tham Phannara, Chawang, Na Bon, Thung Song, Bang Khan của Nakhon Si Thammarat, Lam Thap, Khao Phanom của tỉnh Krabi và Phrasaeng của tỉnh Surat Thani.
Nguồn nước chính ở đây là Tapi.

## Hành chính
Huyện này được chia thành 7 phó huyện (tambon), các đơn vị này lại được chia ra thành 63 làng (muban). Tha Yang là một thị trấn (thesaban tambon) nằm trên một phần của tambon Tha Yang. Có 7 Tổ chức hành chính tambon.
| \| STT \| Tên \| Tên tiếng Thái \| Số làng \| Dân số \| \| \| --- \| ---------- \| -------------- \| ------- \| ------ \| \| \| 1. \| Tha Yang \| ท่ายาง \| 12 \| 12.931 \| \| \| 2. \| Thung Sang \| ทุ่งสัง \| 7 \| 5.100 \| \| \| 3. \| Thung Yai \| ทุ่งใหญ่ \| 10 \| 9.266 \| \| \| 4. \| Kurae \| กุแหระ \| 8 \| 7.088 \| \| \| 5. \| Prik \| ปริก \| 9 \| 15.043 \| \| \| 6. \| Bang Rup \| บางรูป \| 9 \| 7.933 \| \| \| 7. \| Krung Yan \| กรุงหยัน \| 8 \| 9.841 \| \| | Map of Tambon |                |         |        |  |
| STT | Tên           | Tên tiếng Thái | Số làng | Dân số |  |
| 1. | Tha Yang      | ท่ายาง          | 12      | 12.931 |  |
| 2. | Thung Sang    | ทุ่งสัง           | 7       | 5.100  |  |
| 3. | Thung Yai     | ทุ่งใหญ่          | 10      | 9.266  |  |
| 4. | Kurae         | กุแหระ          | 8       | 7.088  |  |
| 5. | Prik          | ปริก            | 9       | 15.043 |  |
| 6. | Bang Rup      | บางรูป          | 9       | 7.933  |  |
| 7. | Krung Yan     | กรุงหยัน         | 8       | 9.841  |  |